# 노작 홍사용 묘역
노작 홍사용 묘역(露雀 洪思容 墓域)은 대한민국 경기도 화성시 석우동에 있다. 2002년 12월 3일 화성시의 향토문화재 제14호로 지정되었다가, 2019년 10월 23일 향토문화재(기념물) 제4호로 변경 재분류되었다.

## 개요
동탄신도시 노작공원 내에 묘역이 조성되어 있으며, 부인 원주 원씨(原州元氏)와 합장묘이다. 노작공원은 홍사용(1900~1947)을 기념하기 위해 만든 공원으로, 공원 이름은 그의 호인 노작에서 따서 지은 것이다. 봉분만 있을 뿐 아무런 석물도 없었으나 1984년 5월 그의 대표작 《나는 왕이로소이다》의 시비 건립을 계기로 묘표, 향로석, 혼유석, 상석 등을 갖추게 되었다. 시인, 수필가, 희곡작가, 연극인 등 다방면의 문학가로 활동했던 홍사용은 암울한 일제강점기에 시, 희곡, 수필 등을 발표하며 민족의 울분을 대변하는 문학 활동에 전념하다가 1947년 1월 폐병으로 사망했다.

## 현지 안내문
홍사용(洪思容, 1900~1947)의 본관은 남양, 호는 노작(露雀)이며 아버지는 홍철유(洪哲裕)이며 어머니는 능성 구씨(綾城 具氏)이다. 1919년 휘문의숙을 졸업하고 3·1운동에 가담하여 체포되었다가 풀려나 귀향하여 작품 활동을 시작하였다.
근현대 문학의 뛰어난 시인으로 신문학 초기 동인지 「백조」를 발간하였으며, 대표작인 「나는 왕이로소이다」를 비롯하여 20여편의 시와 「각시풀」등 여러 편의 민요시, 「저승길」·「뺑덕이네」등의 소설, 「할미꽃」등의 희곡, 그리고 몇 편의 수필과 평문을 남겼다. 극단 토월회에 참여하여 신극운동에 헌신하기도 하였다.
1945년 광복을 맞아 건국청년단 운동에 가담하였으나 뜻을 펴지 못하고 폐환으로 1947년 사망하였다.
1984년 5월 26일 '시비(詩碑)-나는 왕이로소이다' 건립을 계기로 8각형의 호석과 혼유석, 상석, 향로석, 묘표 등을 갖춘 것으로 보인다.

## 같이 보기
- 홍사용